# .fj
.fj este un domeniu de internet de nivel superior, pentru Fiji (ccTLD).